# Bujari
Bujari é um município brasileiro, localizado no nordeste do estado do Acre.

## História
Com ocupação anterior de seu território realizada pelos povos indígenas, o município de Bujari tem seus primeiros registros de ocupação não indígena na década de 1880 com a implantação de seringais no território, com destaque para o Seringal Empresa. A partir de 1968/1969, consolidou-se um núcleo urbano com o estabelecimento de famílias de seringalistas, borracheiros e remanescentes de povos indígenas que se instalaram após a construção da BR-364, trecho Rio Branco/Sena Madureira. Povoado elevado à categoria de Vila, em 1986.
Elevado à categoria de município com a denominação de Bujari, pela Lei Estadual nº 1031, de 28 de abril de 1992, alterado pela Lei Estadual nº 1066, de 9 de dezembro de 1992, que o desmembrou de Rio Branco.

## Geografia
O território de Bujari se limita ao norte com o Amazonas, ao sul com o município de Rio Branco, a leste com o município de Porto Acre e a oeste com o município de Sena Madureira. Sua área é de 3.467,681 km², sendo um dos menores do acre. Em 2010, Bujari possuía um IDHM de 0,589.
Bujari se situa a 23 km a Norte-Oeste de Rio Branco, capital e a maior cidade do Estado. Está a 196 metros de altitude, localizado nas seguintes coordenadas geográficas Latitude: 9° 49' 22" Sul, Longitude: 67° 56' 51" Oeste.

### Demografia
O município tem população estimada para o ano de 2020 em 10420. A sua densidade demográfica era de 3,00 hab/km².

#### Religião
Religião no Município de Bujari segundo o censo de 2010
| Religião       | %    |
| -------------- | ---- |
| Catolicismo    | 49,8 |
| Protestantismo | 34,7 |
| Outras         | 2,7  |
| Sem religião   | 12,8 |

## Organização político-administrativa
O município de Bujari possui uma estrutura político-administrativa composta pelo Poder Executivo, chefiado por um prefeito eleito por sufrágio universal, auxiliado diretamente por secretários municipais nomeados por ele, e pelo Poder Legislativo, institucionalizado pela Câmara Municipal de Bujari, órgão colegiado de representação dos munícipes que é composto por vereadores também eleitos por sufrágio universal.

### Atuais autoridades municipais de Bujari
- Prefeito: João Edvaldo Teles de Lima - PDT (2021/-)[9]
- Vice-prefeito: Francisco Chagas - MDB (2021/-)[9]
- Presidente da Câmara: ignorado.

## Infraestrutura

### Saúde
O município de Porto Acre possui uma taxa de mortalidade infantil de 12,45 óbitos por mil nascidos vivos, de acordo com dados de 2020 do IBGE.
Em 2009, este município possuía 2 estabelecimentos de saúde. De acordo com a Secretaria de Atenção Primária à Saúde do Ministério da Saúde (MS), o Índice de Vulnerabilidade Social (IVS) deste município é de alta vulnerabilidade, indicador criado pelo IPEA e utilizado pelo MS na alocação de profissionais do Programa Mais Médicos.